# Sarlós citromcápa
A sarlós citromcápa (Negaprion acutidens) a porcos halak (Chondrichthyes) osztályának a kékcápaalakúak (Carcharhiniformes) rendjébe, ezen belül a kékcápafélék (Carcharhinidae) családjába tartozó faj.
A Negaprion halnem típusfaja.

## Előfordulása
A sarlós citromcápa előfordulási területe az Indiai- és a Csendes-óceánokban, valamint a Vörös-tengerben van. A Dél-afrikai Köztársaságtól kezdve, Madagaszkáron, Mauritiuson és a Seychelle-szigeteken keresztül, délen Ausztráliáig, északon pedig a Fülöp-szigetekig és Vietnámig sokfelé megtalálható. Palauon, a Marshall-szigeteken, Tahitin és a Kínai Köztársaság vizeiben is vannak állományai.

## Megjelenése

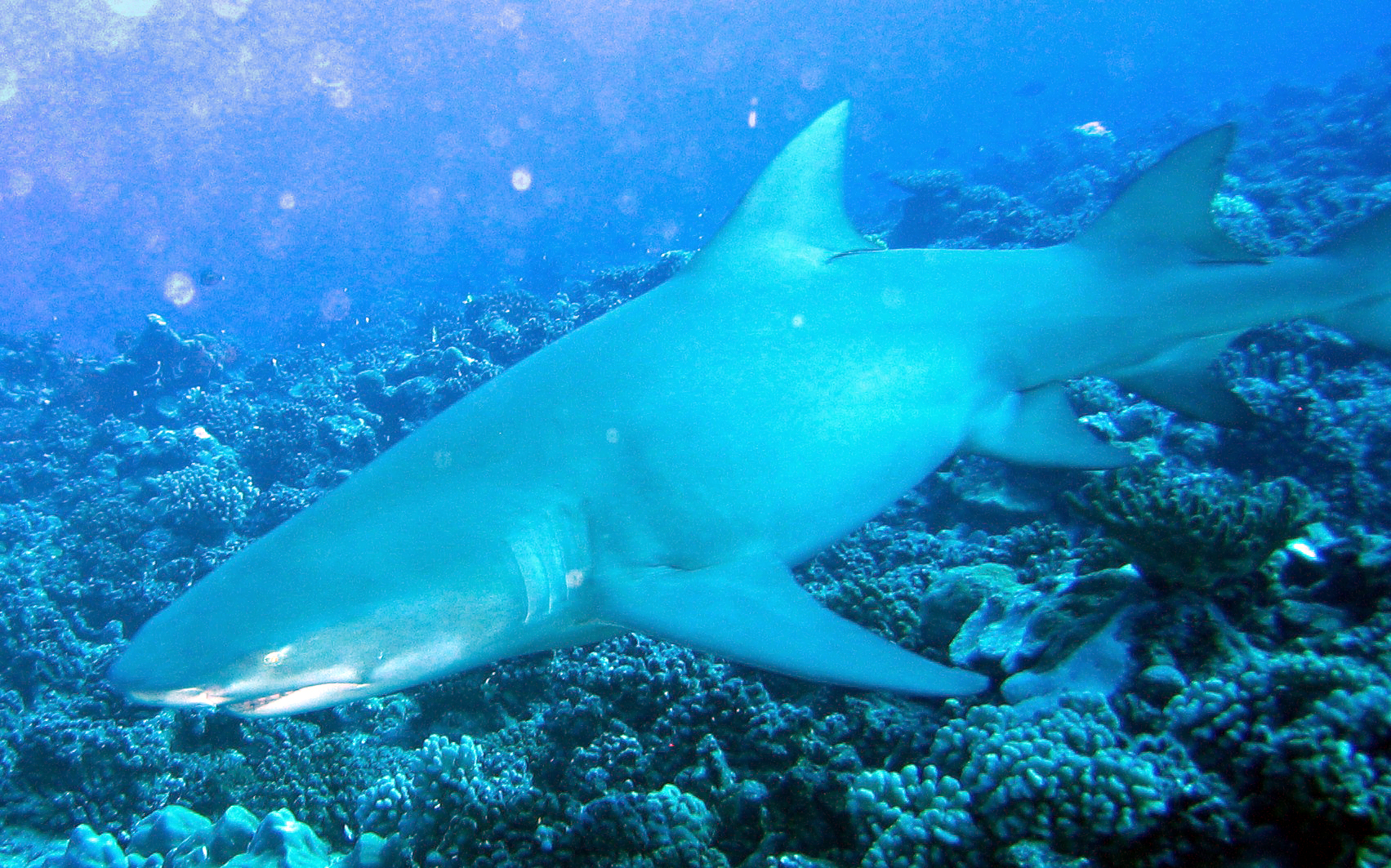
A cápa Tahiti vizeiben

Ez a cápafaj legfeljebb 380 centiméter hosszú, de 220-240 centiméteresen már felnőttnek számít. Nagy, jól megtermett cápa. Pofája széles és tompa. Fogai keskenyek. A két hátúszója majdnem azonos méretű. A sárgásbarna színezete felül sötétebb, míg alul világosabb.

## Életmódja
Trópusi porcos hal, amely a korallzátonyok közelében él; 92 méteres mélységnél nemigen úszik lejjebb. Néha a brakkvízben is fellelhető. A kontinentális selfterületek és a szigetek körüli vizek lakója. Gyakran a sekély, homokos lagúnákban és a zavaros vizű mangroveerdők mentén tartózkodik. Tápláléka a kisebb cápák és ráják, valamint a fenéklakó csontos halak. Az ember számára, ha ingerlik, akkor veszélyes lehet.

## Szaporodása
Elevenszülő porcos hal; a peték kiürülő szikzacskója az emlősök méhlepényéhez hasonlóan a nőstény szöveteihez kapcsolódik. Belső megtermékenyítéssel szaporodik, párosodáskor a cápák egymáshoz simulnak. A vemhesség körülbelül 10-11 hónapig tart, ennek végén, amely általában késő tavasszal és kora nyáron van 1-14 darab 45-80 centiméter hosszú kölyökcápa jön világra. A kis cápák születési méretét az alomnagyság határozza meg.

## Felhasználása
A sarlós citromcápát ipari mértékben halásszák. Frissen, szárítva vagy sózva árusítják. Az úszói az úgynevezett cápauszonylevesbe kerülnek bele. Májából vitamindús májolajat készítenek.